# Émetteur de RFO Saint-Pierre
 (février 2018).
Si vous disposez d'ouvrages ou d'articles de référence ou si vous connaissez des sites web de qualité traitant du thème abordé ici, merci de compléter l'article en donnant les références utiles à sa vérifiabilité et en les liant à la section « Notes et références ».
L’émetteur de RFO Saint-Pierre est une installation de radiodiffusion d'ondes moyennes à Saint-Pierre, sur l'île de La Réunion.
Il transmet le programme de La Première sur la fréquence 666 kHz et est le seul émetteur d'ondes moyennes sur l'île de La Réunion.
Il utilise une antenne consistant en deux pylônes haubanés. Le plus grand de ces pylônes est avec une hauteur de 81,7 mètres le plus haut objet artificiel sur La Réunion depuis la démolition de l'Antenne Oméga en 1999.

## Liens
- https://www.emporis.com/buildings/1295278/la-saline-les-hauts-radio-tower-saint-paul-france